# Golfe Sud d'Eubée
Le golfe Sud d'Eubée, en grec Νότιος Ευβοϊκός Κόλπος, Notios Evvoïkos Kolpos, est un golfe situé entre la partie occidentale de l'île d'Eubée au nord-est et la partie continentale de la Grèce au sud-ouest, plus précisément la Béotie et l'Attique. Il constitue la partie méridionale du golfe d'Eubée au sud-est de l'Euripe et au nord du golfe des îles Petalis, dans la mer Égée.